# Both Barrels Blazing
Both Barrels Blazing è un film del 1945 diretto da Derwin Abrahams.
È un western statunitense con Charles Starrett, Tex Harding e Dub Taylor.
Fa parte della serie di film western della Columbia incentrati sul personaggio di Durango Kid.

## Produzione
Il film, diretto da Derwin Abrahams su una sceneggiatura di William Lively, fu prodotto da Colbert Clark per la Columbia Pictures e girato nel ranch di Corriganville a Simi Valley, California, dal 22 al 30 giugno 1944. Il titolo di lavorazione fu Texas Rifles.

## Distribuzione
Il film fu distribuito negli Stati Uniti dal 17 maggio 1945 al cinema dalla Columbia Pictures.
Altre distribuzioni:
- in Brasile (Armas da Justiça)
- nel Regno Unito (The Yellow Streak)
- in Grecia (Psila ta heria dolofonoi)

## Promozione
Le tagline sono:
- THE DURANGO KID THUNDERS INTO ACTION!
- SIZZILING WESTERN THRILLS!
- SMOKING SIX GUNS WRITE THE LAW!
- CRASHING FISTS! SMOKING SIX-GUNS! The Robin Hood of the range rides again!